# Sadako 3D
Sadako 3D (貞子３Ｄ?) es una película de terror japonesa dirigida por Tsutomu Hanabusa, escrita por Yoshinobu Fujioka, basada en la novela S de Kōji Suzuki. Se estrenó el 12 de mayo de 2012, la película es un spin off y secuela de Ringu y de Rasen, y sus acontecimientos tienen lugar trece años después de los hechos ocurridos en la primera película.

## Sinopsis
La película empieza cuando un hombre misterioso echa a una chica de pelo largo en un pozo. El pozo está lleno de mujeres de pelo largo y negro, todas ellas vestidas de camisón.
Trece años después de lo acontecido en la primera película el detective Koiso y su compañero investigan dos suicidios ocurridos en misteriosas circunstancias. Los suicidas justo antes de atentar contra sus vidas han visto un vídeo, donde una voz dice «Tú no eres el elegido». El compañero de Koiso deduce que las muertes están relacionadas con el vídeo creado por la artista Seiji Kashiwada, siendo este un vídeo maldito; sin embargo el detective no se deja convencer.
Akane Ayukawa, profesora de la alumna que había muerto antes, descubre que Risa, la mejor amiga de la muchacha, también vio el vídeo. El vídeo es borrado, pero en error 404 provoca que el vídeo aun así se reproduzca cuando el espectador está solo. Cuando el vídeo termina Risa es atacada, Akane llega justo a tiempo y la salva. El fantasma dice a Akane que ella es «la elegida»; Akane grita y el ordenador se destruye.
Akane tiene poderes telekinéticos, los cuales ha desarrollado hace años cuando fue víctima de un ataque en su colegio. Takanori Andō, hijo de Mitsuo Andō (de la primera película), aprecia sus habilidades y más adelante llega a ser novio de Akane. Ella pronto se da cuenta de que es el objetivo del vídeo, cuando este se reproduce en su casa y aparece la mujer. La mujer los ataca (a Akane y Takanori), estos huyen a la calle. Cuando se creen estar a salvo, una gran pantalla de LCD empieza a reproducir el vídeo.
Koiso sigue sin creer en el vídeo maldito, incluso cuando su compañero se suicida delante de él.
Cosas raras siguen ocurriendo. Akane atenta contra su vida, aparece Sadako y el vídeo continúa reproduciéndose.

## Reparto
| Actor             | Papel              |
| Satomi Ishihara   | Akane Ayukawa      |
| Kôji Seto         | Takanori Ando      |
| Ryôsei Tayama     | Detective Koiso    |
| Tsutomu Takahashi | Detective Nakamura |
| Hikari Takara     | Risa Kitayama      |
| Yûsuke Yamamoto   | Kiyoshi Kashiwada  |
| Shôta Sometani    | Enoki              |
| Ai Hashimoto      | Sadako Yamamura    |

## Saga japonesa
- Ringu (1998)
- Rasen (1998)
- Ringu 2 (1999)
- Ringu 0: Bāsudei (2000)
- Sadako 3D (2012)
- Sadako 3D 2 (2014)
- Sadako vs. Kayako (2016)
- Sadako (2019)
- Sadako DX (2022)

## Estreno en otros países
| Título         | Fecha                    | Nota                         |
| Japón          | 12 de mayo de 2012       |                              |
| Hong Kong      | 14 de junio de 2012      |                              |
| Corea del Sur  | 14 de junio de 2012      |                              |
| Singapur       | 21 de junio de 2012      |                              |
| Rusia          | 2 de agosto de 2012      |                              |
| Filipinas      | 8 de agosto de 2012      |                              |
| Malasia        | 30 de agosto de 2012     |                              |
| Taiwán         | 31 de agosto de 2012     |                              |
| España         | 11 de octubre de 2012    | (Festival de Cine de Sitges) |
| Ucrania        | 8 de noviembre de 2012   |                              |
| Alemania       | 4 de abril de 2013       |                              |
| Estados Unidos | 4 de junio de 2013       | (Estreno en DVD)             |
| Tailandia      | 12 de septiembre de 2013 |                              |

## Títulos en otras partes del Mundo
| País           | Título                     |
| Brasil         | A Invocação                |
| Alemania       | Sadako 3D - Ring Originals |
| Japón          | 貞子3D                     |
| México         | El Aro 3                   |
| Rusia          | Проклятье                  |
| Corea del Sur  | 사다코 3D                  |
| Ucrania        | Прокляття                  |
| Estados Unidos | Sadako                     |
| Estados Unidos | Ringu 5                    |